# Prata på
Prata på var ett TV-program som sändes i TV4 under 1995 med premiär i januari 1995. Lars Gustafsson var programledare.
Två lag som bestod av två personer tävlade mot varandra. Programmet gick ut på att en person i taget fick ett ord att "prata på" om. Till varje ord hörde 10 st hemliga associerade ord. Dessa ord var de 10 vanligaste som ett antal tillfrågade svenskar associerat till när de hörde ordet.
Under 20 sekunder fick den tävlande "prata på" om ordet. När han/hon nämnde något av de associerade orden blev detta synligt. Den tävlande skulle prata och tänka snabbt, för att nämna så många ord som möjligt.
Det andra laget fick störande ljud i hörlurar medan motståndaren pratade på. När de 20 sekunderna gått visades de ord som inte nämnts. Med hjälp av dessa skulle då det andra laget gissa vilket ordet var. Ju fler ord som prickats in, desto svårare att gissa rätt. Men ibland kunde även enstaka viktiga ord räcka: till exempel räckte det med att den som pratat på om "bastu" missat att nämna "sauna" för att motståndarlaget skulle gissa rätt.